# Rudolf Burger (Unternehmer, 1864)
Rudolf Burger (* 17. Oktober 1864 in Burg; † 4. Juni 1950 ebenda, reformiert, heimatberechtigt in Burg) war ein Schweizer Unternehmer und Politiker (FDP). 

## Biografie
Rudolf Burger wurde am 17. Oktober 1864 in Burg als Sohn des Unternehmers und freisinnigen Politikers Rudolf Burger senior geboren. Burger absolvierte eine kaufmännische Lehre in Vevey. In der Folge war er als Volontär in der Volksbank in Reinach angestellt, bevor er im Jahr 1886 in das väterliche Zigarrengeschäft Burger Söhne einstieg.
Daneben finanzierte er aus eigenen Mitteln den zwischen 1904 und 1907 erfolgten Bau des Elektrizitätswerks Burg, das achtzehn Gemeinden der aargauischen und luzernischen Nachbarschaft versorgte. Ferner nahm er Verwaltungsratsmandate im Aargauischen Elektrizitätswerk sowie in der Nordostschweizerische Kraftwerke AG wahr. Burger galt als Experte der Eidgenössischen Oberzolldirektion für Tabakimporte. Im Jahr 1925 zog er sich aus dem Geschäftsleben zurück.
Rudolf Burger heiratete in erster Ehe 1886 die gebürtige Menzikerin Luise geborene Weber sowie in zweiter Ehe 1927 die gebürtige Bellikonerin Marie geborene Steger. Er verstarb am 4. Juni 1950 in seinem 86. Lebensjahr in Burg.

## Politische Ämter
Rudolf Burger, Mitglied der Freisinnig-Demokratischen Partei, amtierte auf kommunaler Ebene von 1895 bis 1907 als Gemeinderat sowie -ammann von Burg. Darüber hinaus vertrat er auf kantonaler Ebene seine Partei in den Jahren 1913 bis 1921 im Aargauer Grossen Rat. 